# Crucea Sfintei Eufrosina

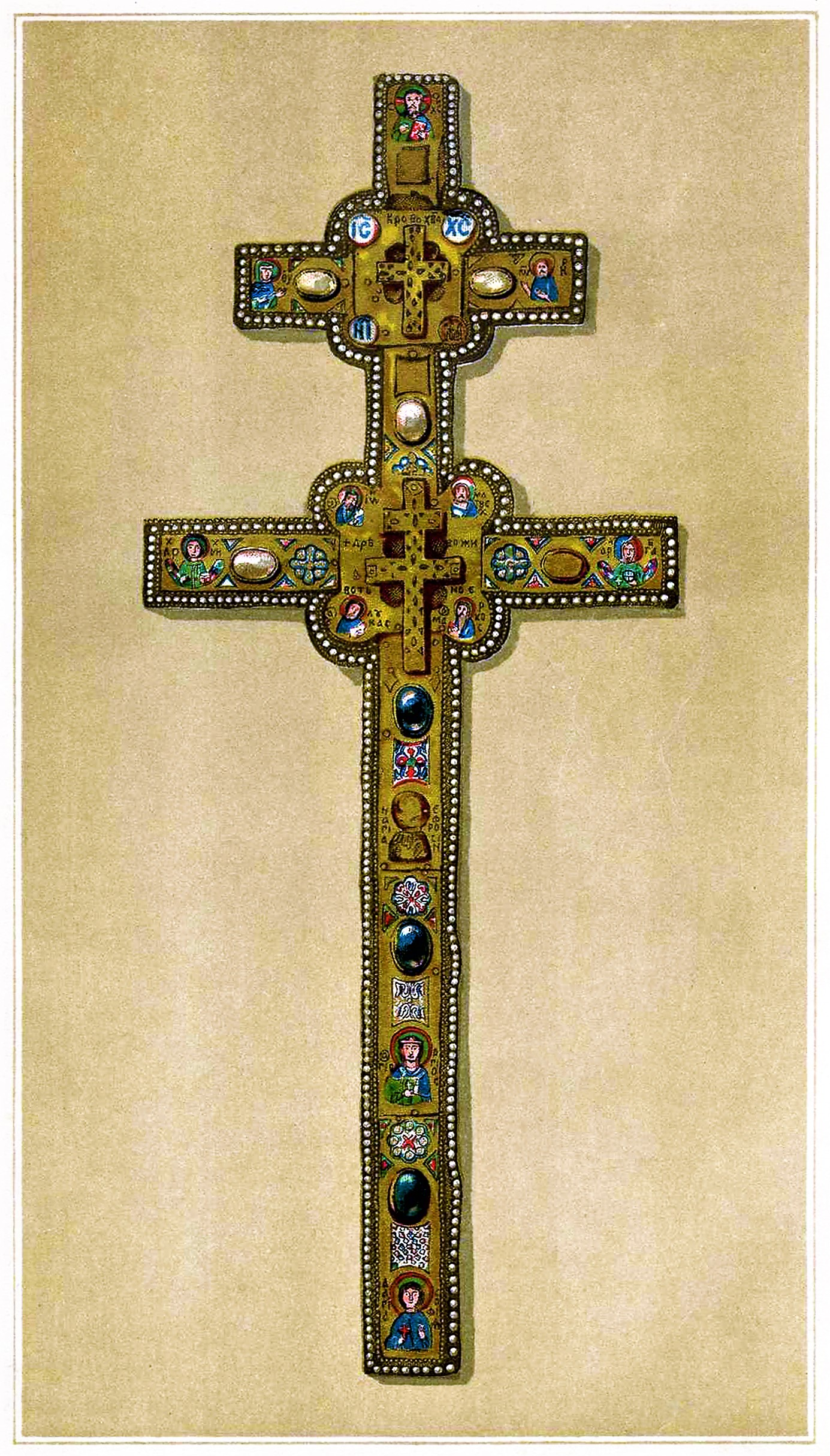
Reproducere din 1889 a Crucii din Poloțk

Crucea Sfintei Eufrosina a fost o relicvă venerată a Bisericii Ortodoxe Ruse și din Belarus, care a fost confecționată în 1161 de meșterul Lazar Bohșa la comanda Sfintei Eufrosina de Poloțk și s-a pierdut în iunie 1941 la Moghilău.
Eufrosina, maica superioară a Mănăstirii din Poloțk, a comandat confecționare acestei cruci pentru a decora noua biserică cu hramul Schimbarea la Față. Crucea simplă din chiparos era decorată cu aur, pietre prețioase și email, reprezentându-i pe Iisus Hristos, Ioan Botezătorul, Maica Domnului, cei Patru Evangheliști, arhanghelii Mihail și Gavriil și trei sfinți patroni ai Eufrosinai și părinților ei. Lucrarea a costat 120 grivne. În interior, crucea conținea bucăți din Sfânta Cruce și din alte relicve.
În secolul al XIII-lea, crucea a fost mutată la Smolensk; după o lungă călătorie prin țară, s-a întors la Poloțk în 1841. Crucea a fost fotografiată în detaliu în 1896. Relicva a fost naționalizată și dusă în 1928 la Minsk, apoi, în 1929, la Moghilău, și închisă într-o cutie de valori de la sediul regional al Partidului Comunist.

## Dispariția
Crucea a dispărut în timpul ocupației rapide a Belarusului de către armatele germane (iunie–iulie 1941).
Nu există relatări de încredere care să precizeze ce s-a întâmplat cu crucea în 1941. Există cel puțin trei versiuni diferite (altele decât distrugerea ei în urma unui incendiu sau a unui jaf):
- Versiunea sovietică oficială susține că crucea a fost furată de nemți.
- În 1991, ministrul culturii din Belarus a afirmat că crucea, împreună cu alte comori bieloruse, a fost evacuată la Moscova.
- Documentele germane ale organizației Alfred Rosenberg menționează comoara din Moghilău capturată de germani la Smolensk. Cu toate acestea, nu există nici o dovadă că Crucea din Poloțk s-ar fi aflat printre acele comori.[1]

În anul 1997, Nikolai Kuzmici, un meșteșugar din Brest, a realizat o replică aprobată oficial a crucii, ce este expusă acum în catedrala din Poloțk.

## Utilizarea simbolică în perioada modernă
Crucea Sfintei Eufrosina este adesea folosită ca un simbol național al Belarusului. Varianta din 1991 a stemei Pahonia a Belarusului conține o cruce asemănătoare cu Crucea Sf. Eufrosina pe scutul de cavaler.
Crucea a fost reprezentată pe două timbre poștale din Belarus, emise în anii 1992 și 2001, și pe o monedă comemorativă din Belarus emisă în 2007.
Mișcarea național-democratică de opoziție Frontul Tinerilor are crucea ca element principal al simbolului său.

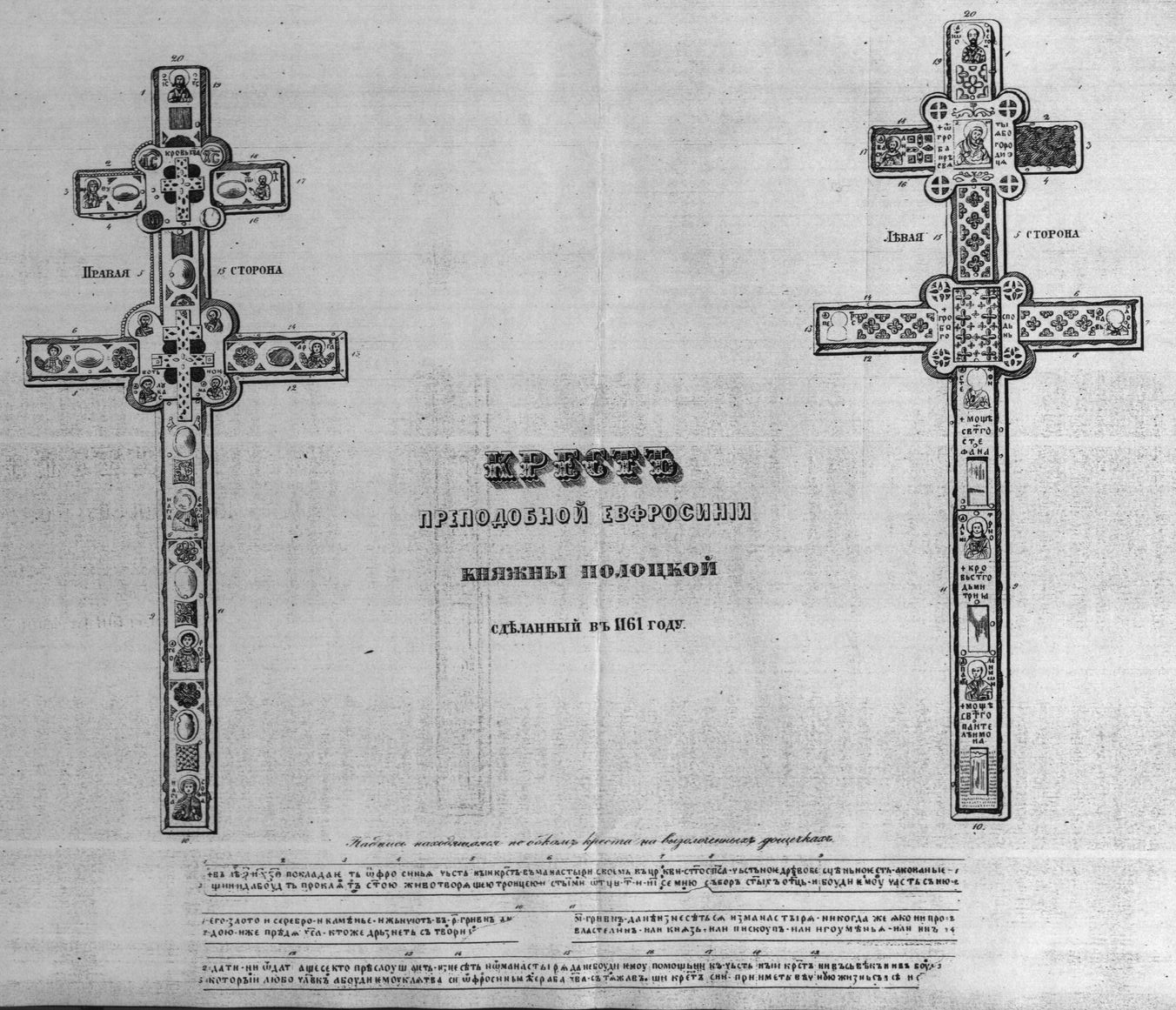
Desen al crucii din 1863 care prezintă ambele sale părți
Pahonia, stema Belarusului (versiune din 1990)
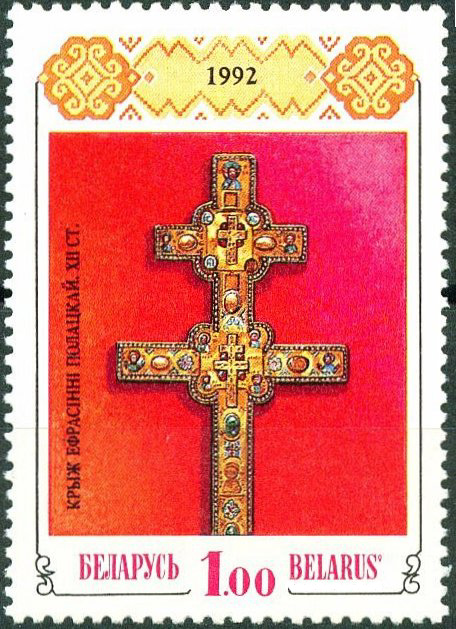
Timbru din 1992 cu Crucea Sfintei Eufrosina
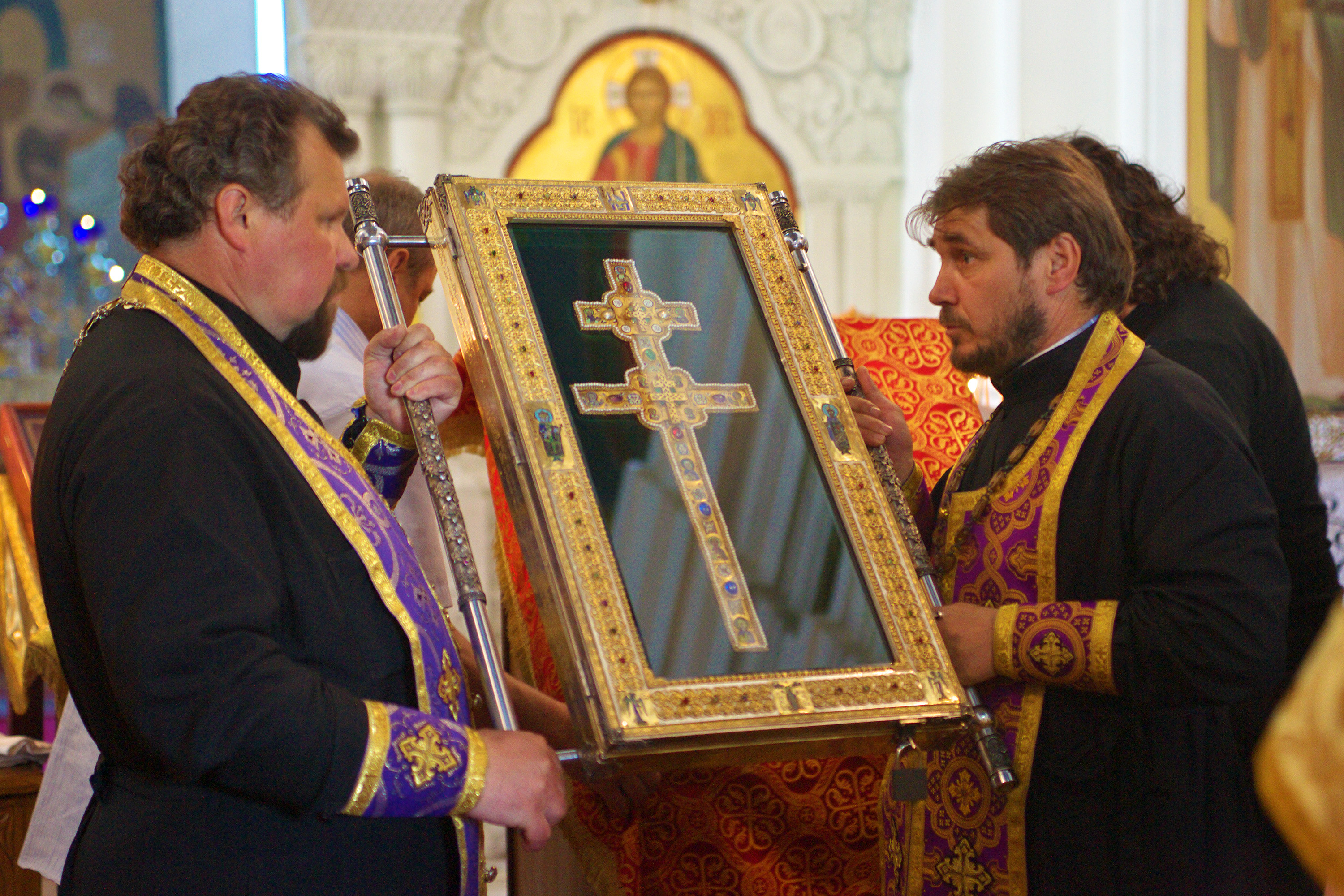
Copia Crucii Sfintei Eufrosina din 1997
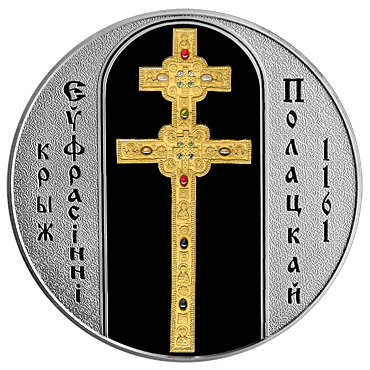
Monedă comemorativă din 2007 din Belarus